# Ochthebius spinasus
Ochthebius spinasus är en skalbaggsart som beskrevs av Perkins och Balfour-browne 1994. Ochthebius spinasus ingår i släktet Ochthebius och familjen vattenbrynsbaggar. Inga underarter finns listade i Catalogue of Life.